# FC Liefering
FC Liefering is een Oostenrijkse voetbalclub uit Salzburg in de wijk Liefering. Het speelt op het tweede niveau van het Oostenrijkse voetbal. Sinds 2012 functioneert het als reserveteam voor Red Bull Salzburg.

## Geschiedenis
De originele club werd in 1947 opgericht als USK Anif. In december 2011 tekende Red Bull Salzburg een overeenkomst met FC Pasching en USK Anif om daar hun talenten te kunnen stallen.
Vanaf het seizoen 2012/13 veranderde USK Anif haar naam in FC Liefering en ging zij gelijke tenues dragen als moederclub Red Bull Salzburg. Dat seizoen werd het kampioen van de Regionalliga West, waardoor het promoveerde naar de 2. Liga. Doordat FC Liefering fungeert als reserveteam van Red Bull Salzburg kan zij niet promoveren naar het hoogste niveau, want daar is Red Bull zélf actief.
De hoogste notering die FC Liefering heeft weten te bereiken in de 2. Liga is de tweede plek. Dit lukte in 2014/15, 2016/17 en 2020/21. FC Liefering speelt in de Untersberg-Arena in het nabijgelegen Grödig, wat ze deelt met het lokale SV Grödig.

### Selectiebeleid
Red Bull Salzburg faciliteert een jeugdopleiding, de Red Bull Akademie, langs de Saalach in Salzburg. De jeugdelftallen (onder 12 tot en met onder 18) komen in competitieverband uit onder de naam van FC Liefering, terwijl het team dat regelmatig deelneemt aan de UEFA Youth League uitkomt onder de naam van Red Bull Salzburg.
Spelers die als onderdeel van hun ontwikkeling eerst ervaring op hebben gedaan bij FC Liefering alvorens er wedstrijden in het shirt van Red Bull Salzburg werden gespeeld zijn onder andere Hannes Wolf, Luka Sučić, André Ramalho, Luca Meisl, Stefan Lainer, Benjamin Šeško en Dominik Szoboszlai. 
Ook trainers maakten eerst vlieguren bij FC Liefering voordat ze hoofdtrainer werden bij Red Bull Salzburg, waaronder Thomas Letsch, Gerhard Struber, Onur Cinel en Matthias Jaissle. Daarnaast heeft FC Liefering ook kansen geboden aan andere trainers in het Europees topvoetbal, zoals Oliver Glasner en Bo Svensson.

## Overzichtslijsten

### Eindklasseringen sinds 2012
- 2012 1e
Landesliga
- 2013 1e
Regionalliga
- 2014 3e
2. Liga
- 2015 2e
2. Liga
- 2016 4e
2. Liga
- 2017 2e
2. Liga
- 2018 5e
2. Liga
- 2019 12e
2. Liga
- 2020 3e
2. Liga
- 2021 2e
2. Liga
- 2022 6e
2. Liga
- 2023 9e
2. Liga
- 2024 6e
2. Liga
- 2025 6e
2. Liga

- 2. Liga
- Regionalliga
- Landesliga

### Seizoensresultaten vanaf 2013
| Seizoen | №  | Clubs | Divisie           | Duels | Winst | Gelijk | Verlies | Doelsaldo | Punten | Tsch |
| ------- | -- | ----- | ----------------- | ----- | ----- | ------ | ------- | --------- | ------ | ---- |
| 2012/13 | 1  | 16    | Regionalliga West | 30    | 23    | 5      | 2       | 94–23     | 74     | 817  |
| 2013/14 | 3  | 10    | Erste Liga        | 36    | 16    | 9      | 11      | 72–48     | 57     | 337  |
| 2014/15 | 2  | 10    | Erste Liga        | 36    | 20    | 5      | 11      | 70–55     | 65     | 465  |
| 2015/16 | 4  | 10    | Erste Liga        | 36    | 17    | 6      | 13      | 65–49     | 57     | 720  |
| 2016/17 | 2  | 10    | Erste Liga        | 36    | 17    | 9      | 10      | 58–49     | 60     | 323  |
| 2017/18 | 5  | 10    | Erste Liga        | 36    | 14    | 13     | 9       | 58–44     | 55     | 343  |
| 2018/19 | 10 | 16    | 2. Liga           | 30    | 10    | 5      | 15      | 50-54     | 35     | 345  |
| 2019/20 | 3  | 16    | 2. Liga           | 30    | 15    | 8      | 7       | 73-47     | 53     |      |
| 2020/21 | 2  | 16    | 2. Liga           | 30    | 19    | 6      | 5       | 69-31     | 63     |      |
| 2021/22 | 6  | 16    | 2. Liga           | 30    | 12    | 10     | 8       | 56-43     | 46     |      |
| 2022/23 | 9  | 16    | 2. Liga           | 30    | 11    | 4      | 15      | 52-54     | 37     |      |
| 2023/24 | 6  | 16    | 2. Liga           | 30    | 13    | 8      | 9       | 51-40     | 47     |      |
| 2024/25 | 6  | 16    | 2. Liga           | 30    | 13    | 4      | 13      | 43-44     | 43     |      |

Admira · SKU Amstetten · Austria Klagenfurt · Austria Lustenau · Austria Salzburg · First Vienna · Floridsdorfer AC · Hertha Wels · SV Kapfenberg · FC Liefering · Rapid II · Schwarz-Weiß Bregenz · SKN Sankt Pölten · SV Stripfing/Weiden · Sturm Graz II · Young Violets